# Fractal de la palabra de Fibonacci

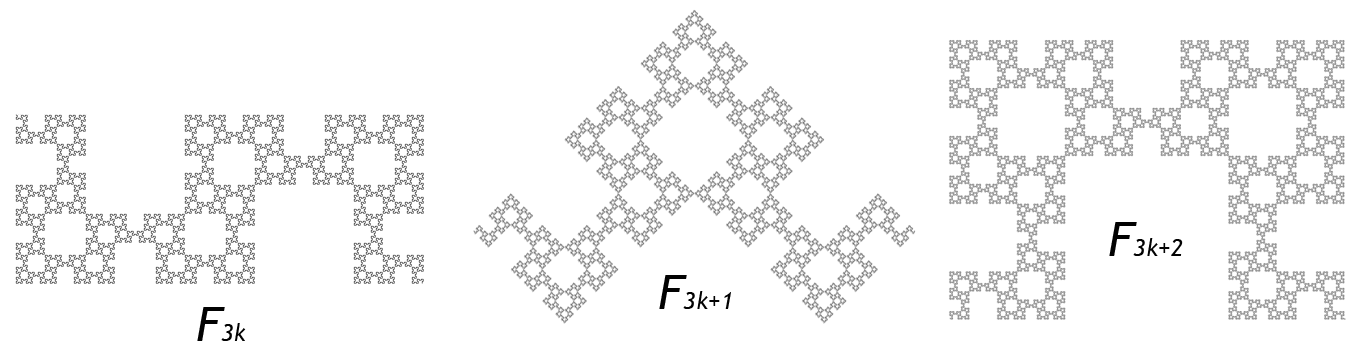
Los tres tipos de fractales de la palabra de Fibonacci

El fractal de la palabra de Fibonacci es un curva fractal definida en el plano de la palabra de Fibonacci.

## Definición

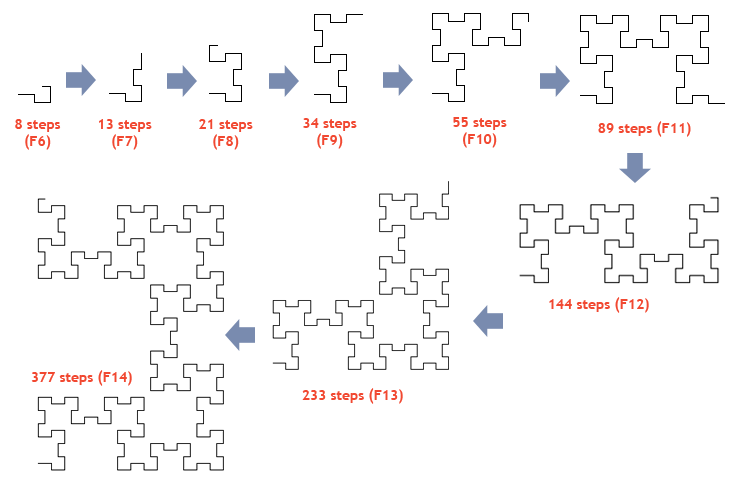
Primeras iteraciones

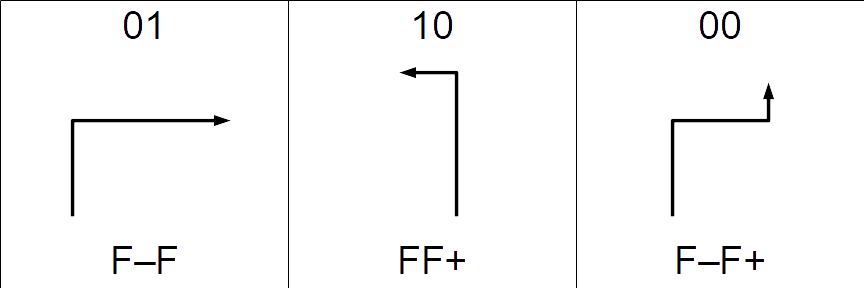
Representación del sistema L

Esta curva se construye iterativamente aplicando, a la palabra Fibonacci 0100101001001 ... etc., la regla de dibujo de pares e impares:
Para cada dígito en la posición k:
1. Dibujar un segmento hacia adelante
2. Si el dígito es 0:
3. *Girar 90° a la izquierda si k es par
4. *Girar 90° a la derecha si k es impar

A una palabra de Fibonacci de longitud {\displaystyle F_{n}} (al nésima número de Fibonacci) se le asocia una curva {\displaystyle {\mathcal {F}}_{n}} compuesta por {\displaystyle F_{n}} segmentos. La curva muestra tres aspectos diferentes, ya sea que n tenga la forma 3k, 3k + 1 o 3k + 2.

## Propiedades

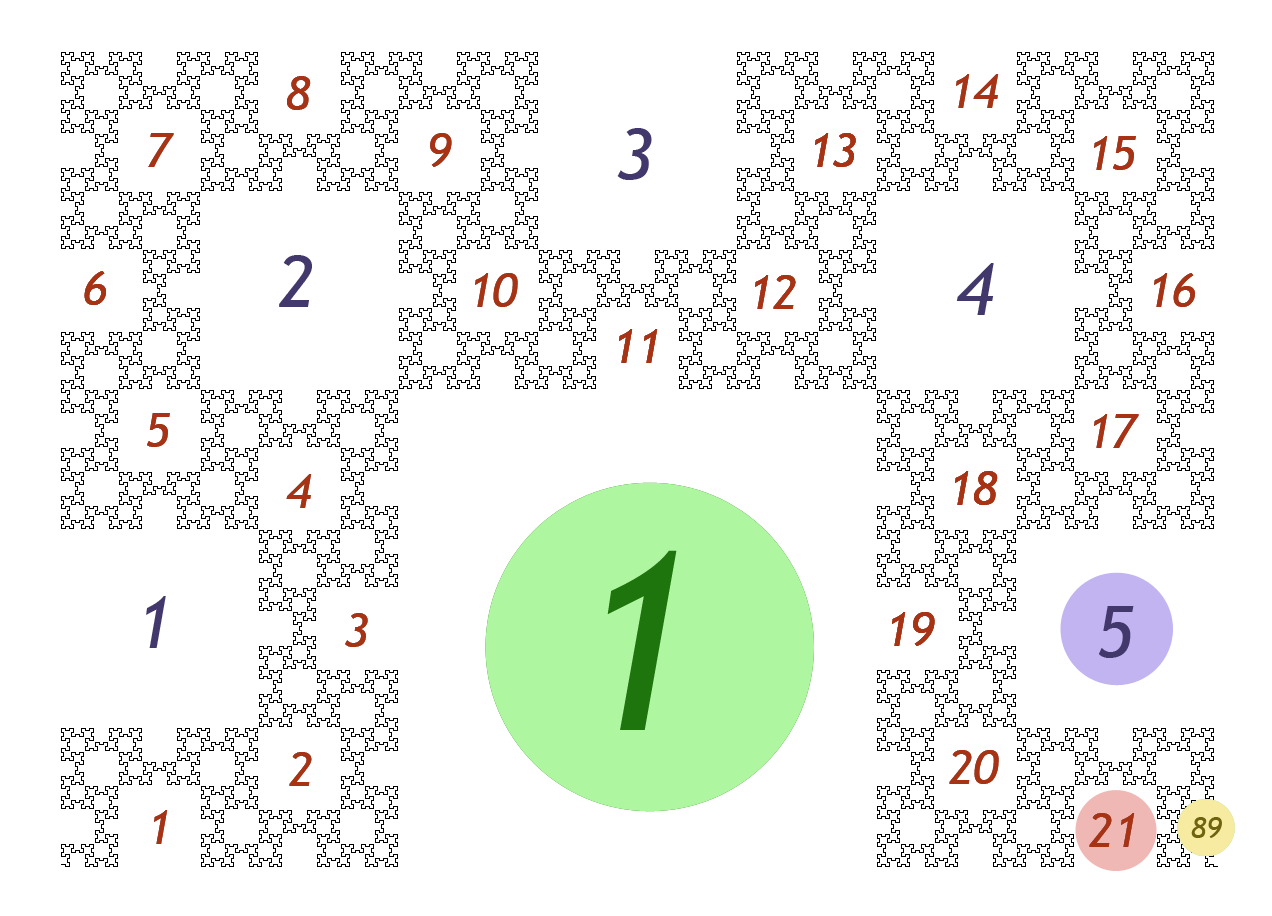
Los números de Fibonacci en el fractal de la palabra de Fibonacci

Algunas de las propiedades del fractal de la palabra de Fibonacci incluyen:
- La curva {\displaystyle {\mathcal {F_{n}}}}, contiene {\displaystyle F_{n}} segmentos,  {\displaystyle F_{n-1}} ángulos rectos y {\displaystyle F_{n-2}} ángulos planos.
- La curva nunca se auto-interseca y no contiene puntos dobles. En el límite, contiene una infinidad de puntos asintóticamente cercanos.
- La curva presenta auto-semejanzas en todas las escalas. La relación de reducción es {\displaystyle \scriptstyle {1+{\sqrt {2}}}}. Este número, también llamado número plateado, está presente en una gran cantidad de propiedades que se enumeran a continuación.
- El número de auto-semejanzas en el nivel n es un número de Fibonacci \ −1. (más precisamente: {\displaystyle F_{3n+3}-1}).
- La curva encierra una infinidad de huecos cuadrados de tamaños decrecientes en una proporción {\displaystyle \scriptstyle {1+{\sqrt {2}}}} (véase la figura). El número de esas estructuras cuadradas que aparecen es siempre un número de Fibonacci.
- La curva {\displaystyle {\mathcal {F}}_{n}} también se puede construir de diferentes formas (véase galería que figura a continuación):
  - Con un sistema iterativo de funciones con homotecias 4 y 1, y relaciones {\displaystyle \scriptstyle {1/(1+{\sqrt {2}})}} y {\displaystyle \scriptstyle {1/(1+{\sqrt {2}})^{2}}}
  - Uniendo las curvas {\displaystyle {\mathcal {F}}_{n-1}} y {\displaystyle {\mathcal {F}}_{n-2}}
  - Mediante un sistema de Lindenmayer
  - Mediante una construcción iterada de 8 patrones cuadrados alrededor de cada patrón cuadrado
  - Por una construcción iterada de octógonos
- La dimensión de Hausdorff-Besicovitch del fractal de la palabra de Fibonacci es {\displaystyle \scriptstyle {3{\frac {\log \varphi }{\log(1+{\sqrt {2}})}}\approx 1.6379}}, con {\displaystyle \scriptstyle {\varphi ={\frac {1+{\sqrt {5}}}{2}}}}, el número áureo.
- Generalizando a un ángulo {\displaystyle \alpha } entre 0 y {\displaystyle \pi /2}, su dimensión de Hausdorff es {\displaystyle \scriptstyle {3{\frac {\log \varphi }{\log(1+a+{\sqrt {(1+a)^{2}+1}})}}}}, con {\displaystyle a=\cos \alpha }.
- La dimensión de Hausdorff de su frontera es {\displaystyle \scriptstyle {{\frac {\log 3}{{\log(1+{\sqrt {2}}})}}\approx 1.2465}}.
- Intercambiando los roles de "0" y "1" en la palabra de Fibonacci, o en la regla de dibujo, se obtiene una curva similar, pero orientada a 45°.
- A partir de la palabra de Fibonacci, se puede definir la «palabra de Fibonacci densa», con un alfabeto de 3 letras: 102210221102110211022102211021102110221022102211021 ... ((sucesión A143667 en OEIS)). El uso, en esta palabra, de una regla de dibujo más simple, define un conjunto infinito de variantes de la curva, entre las cuales figuran:
  - Una "variante diagonal"
  - Una "variante esvástica"
  - Una "variante compacta"
- Se conjetura que el fractal de la palabra de Fibonacci aparece para cada palabra sturmiana para la que la pendiente, escrita en forma de Fracción continua expandida, termina con una serie infinita de "1".

## Galería

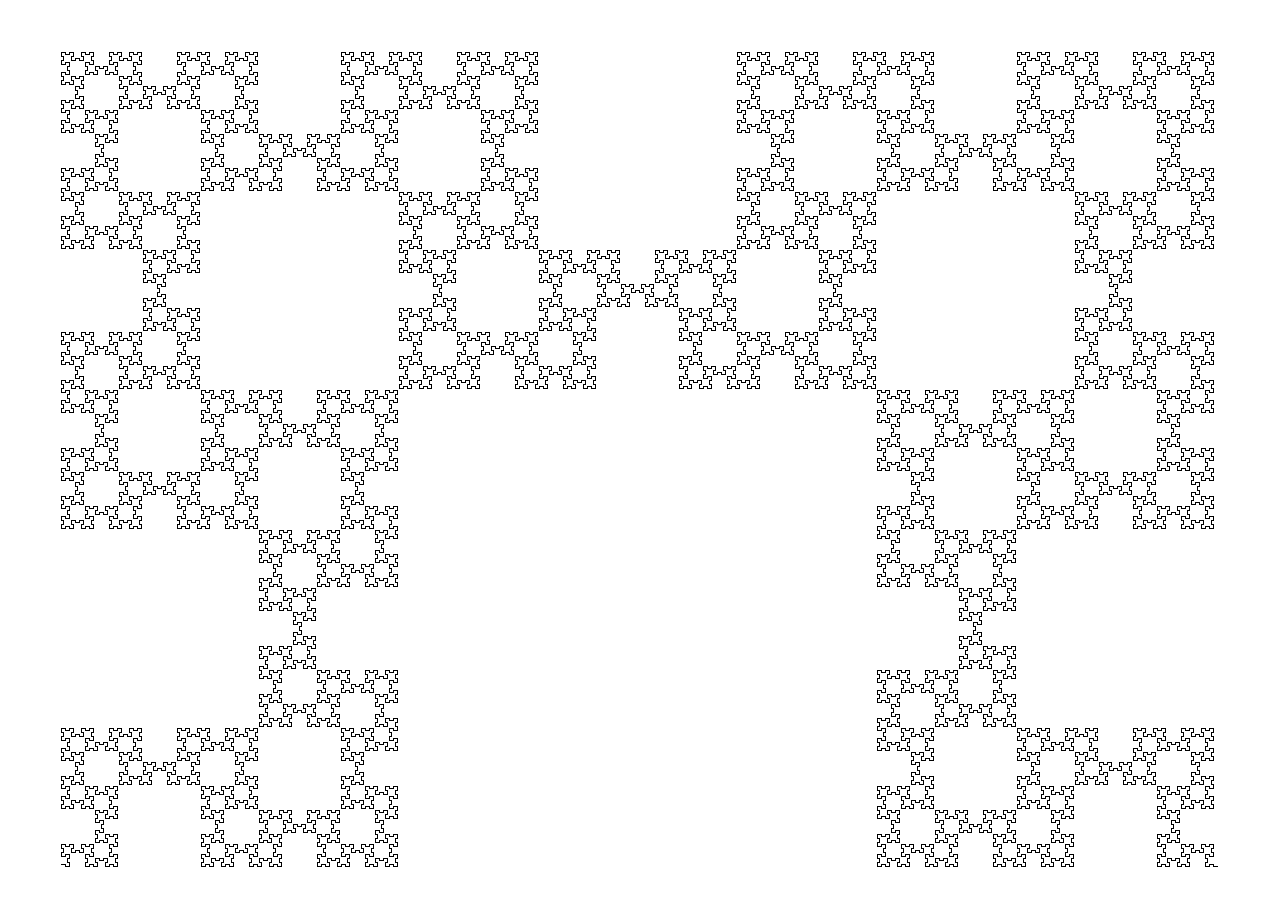
La curva después de {\displaystyle \textstyle {F_{23}}} iteraciones
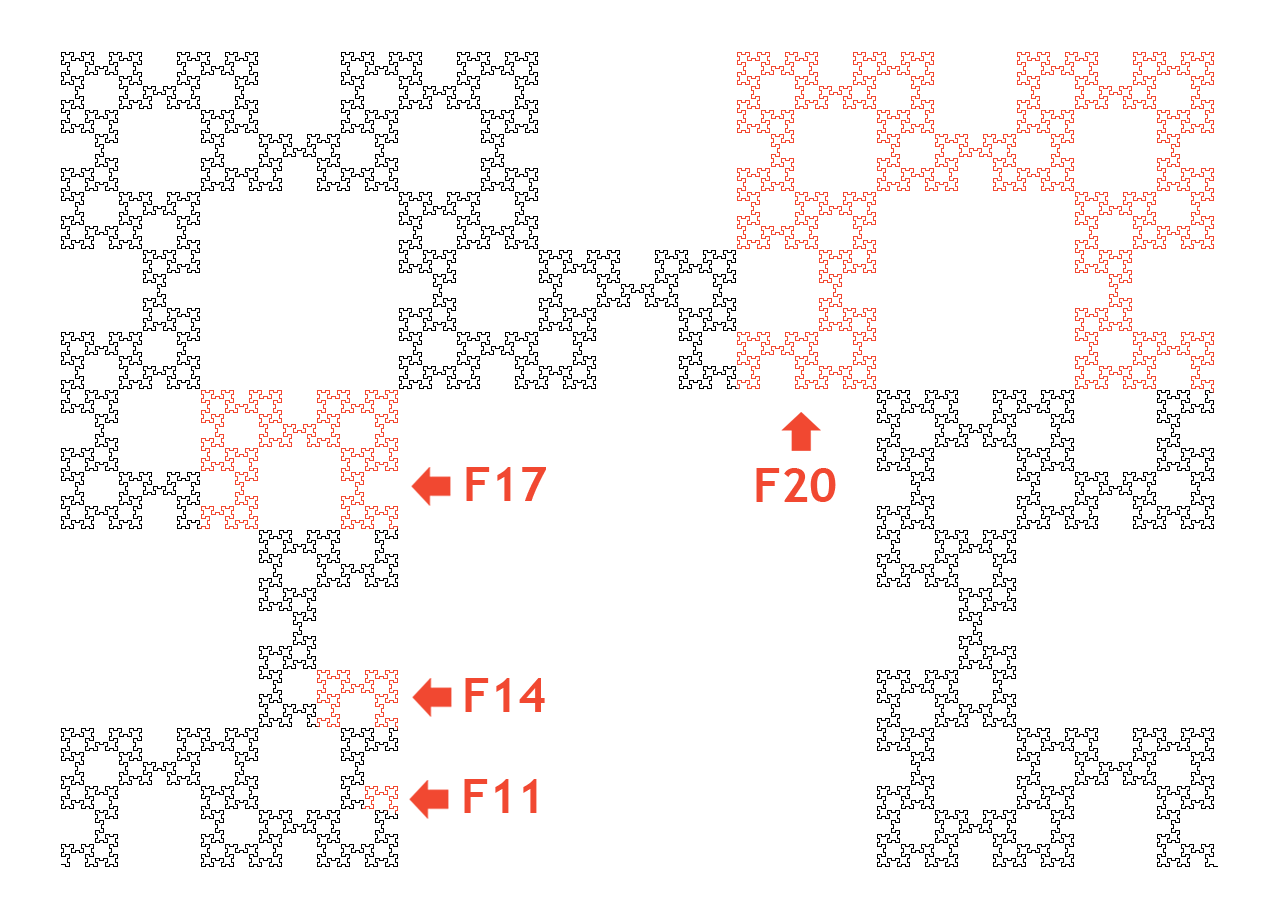
Auto-semejanzas a diferentes escalas
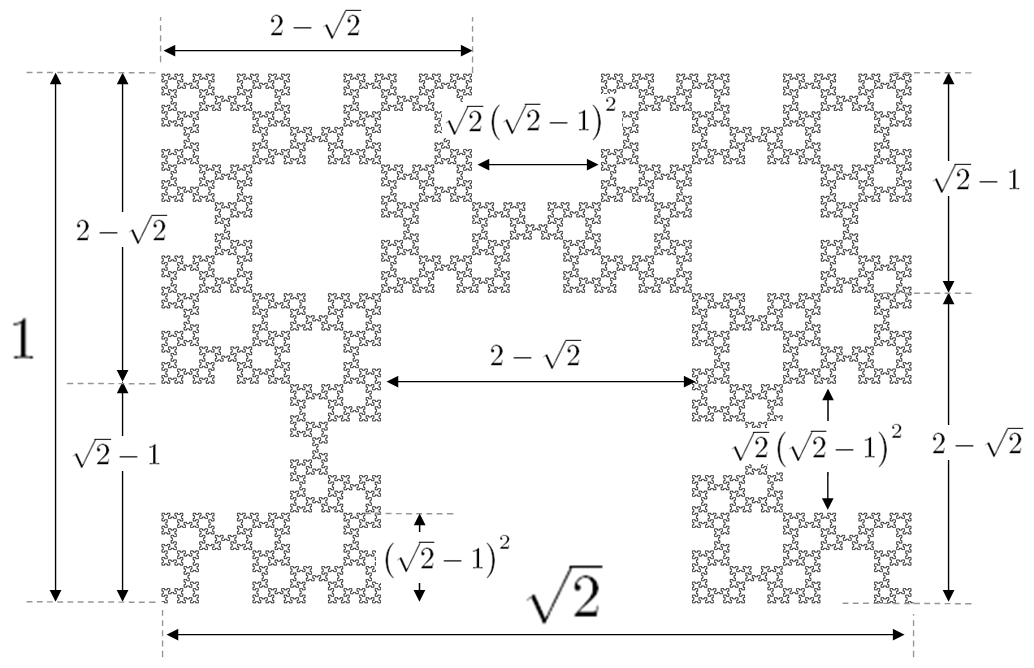
Dimensiones
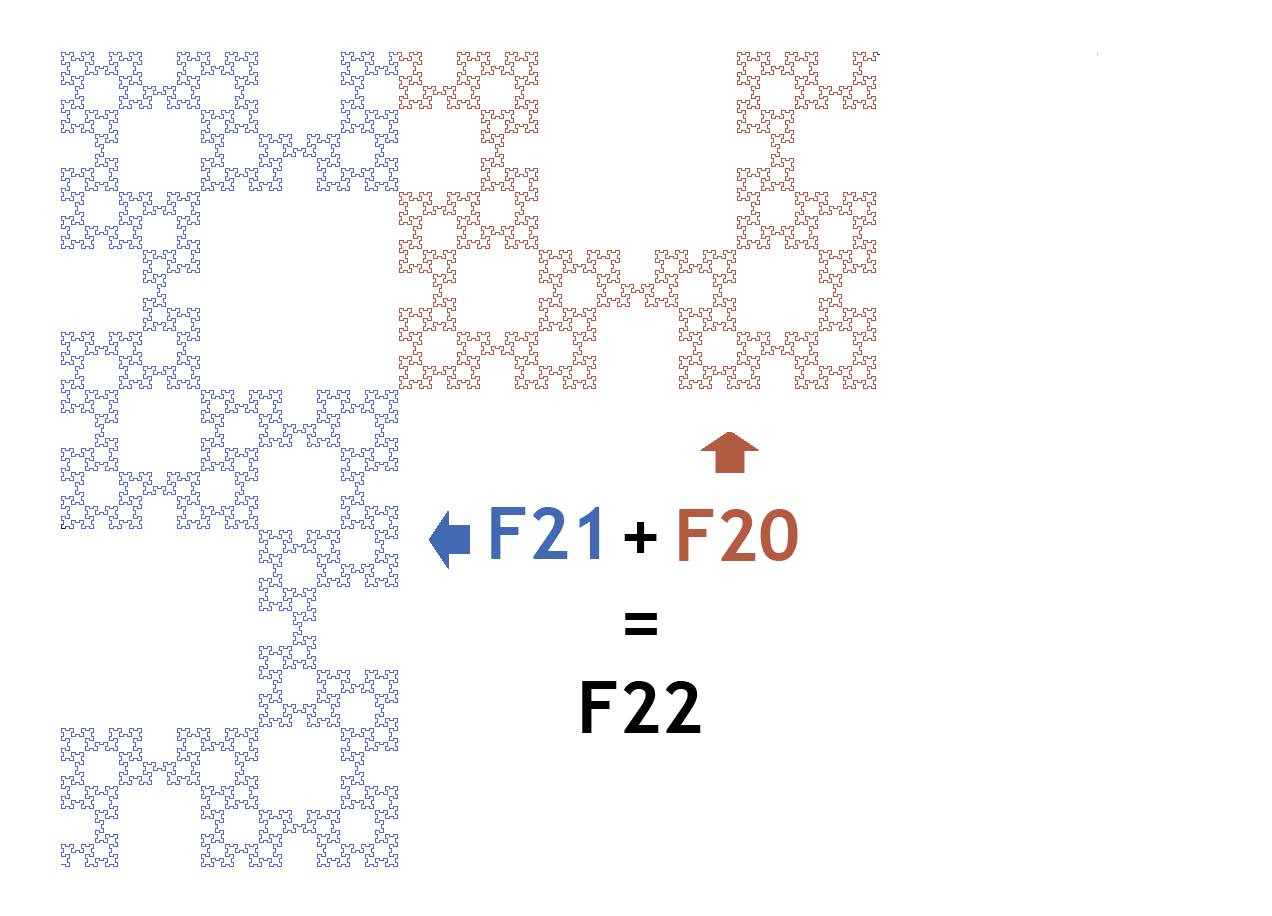
Construcción por yuxtaposición (1)
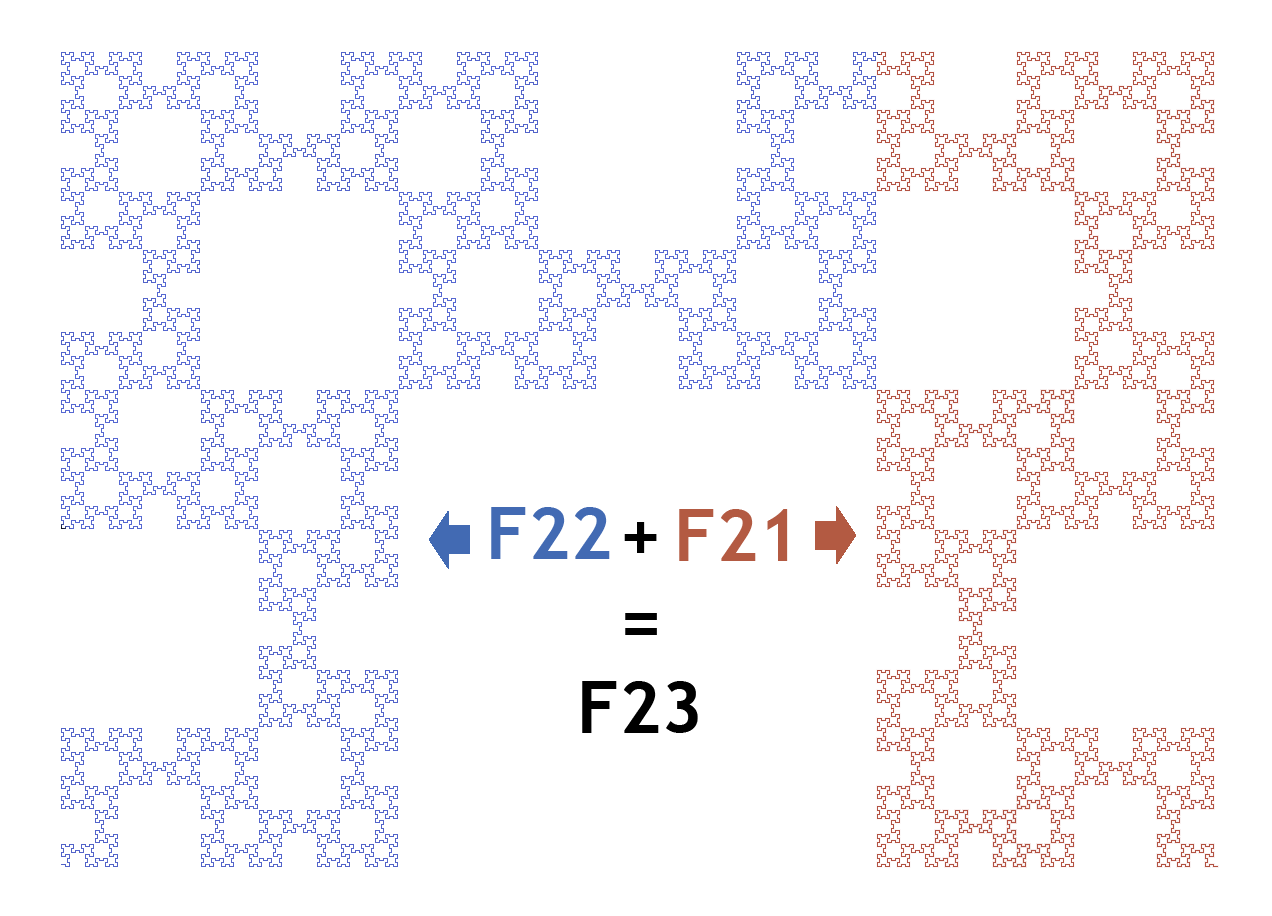
Construcción por yuxtaposición (2)
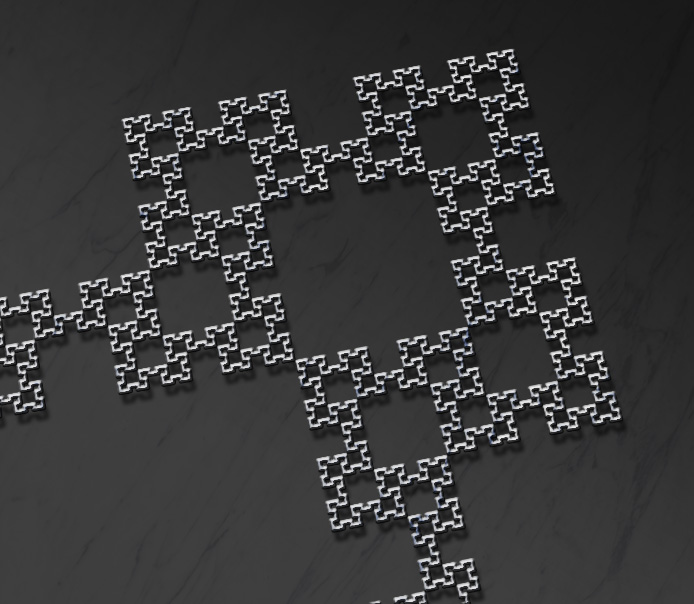
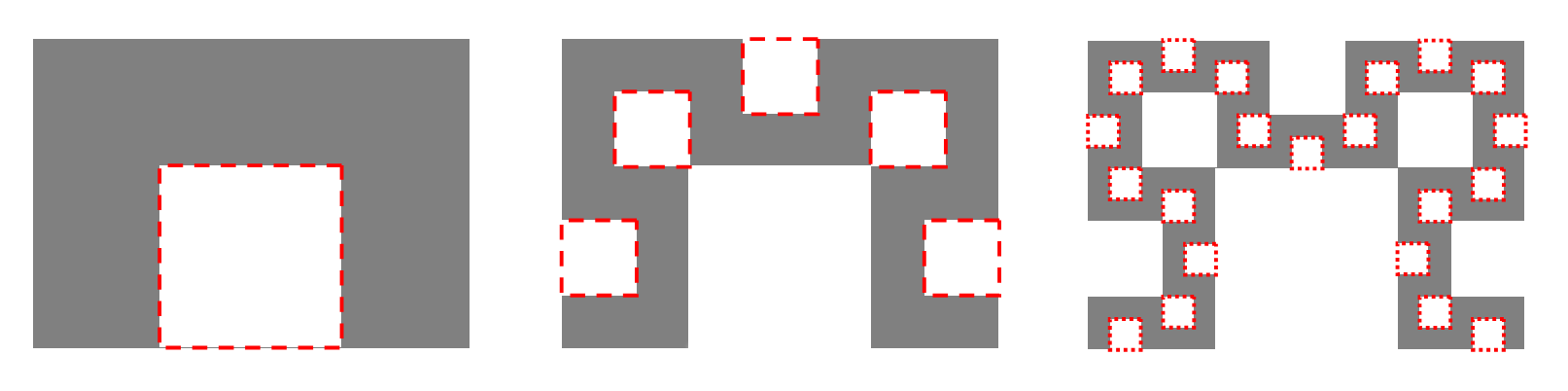
Construcción por supresión iterada de patrones cuadrados
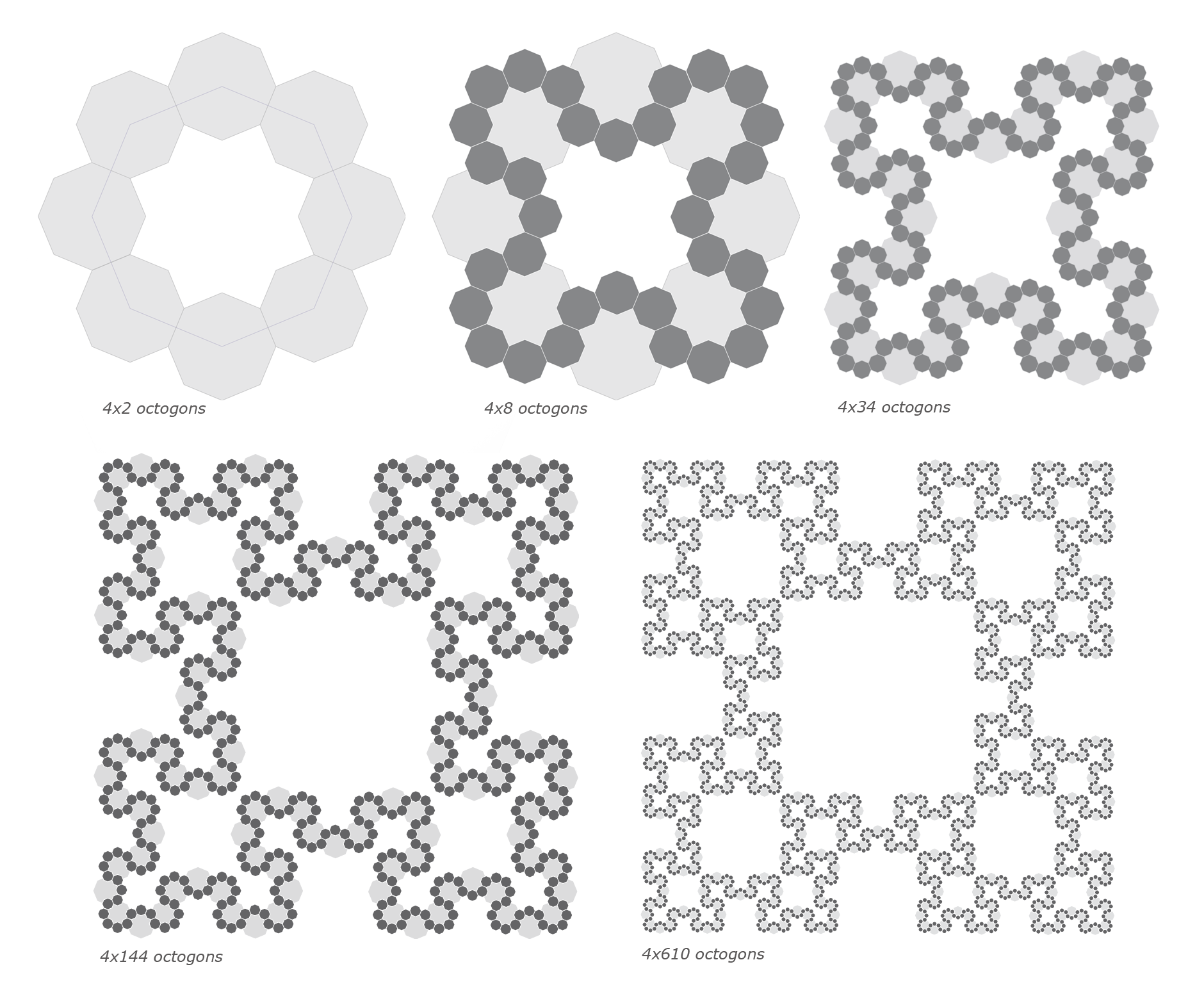
Construcción por octágonos iterados
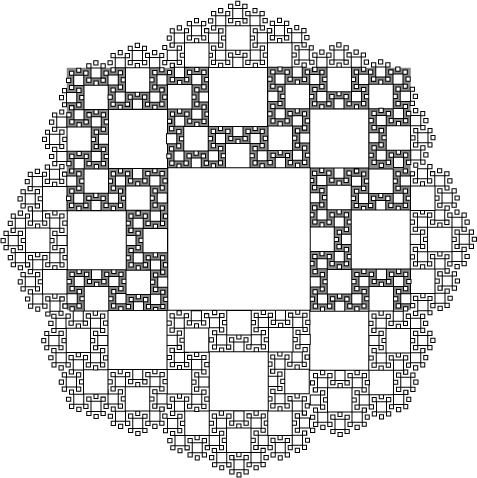
Construcción por colocación iterada de 8 patrones cuadrados alrededor de cada patrón cuadrado
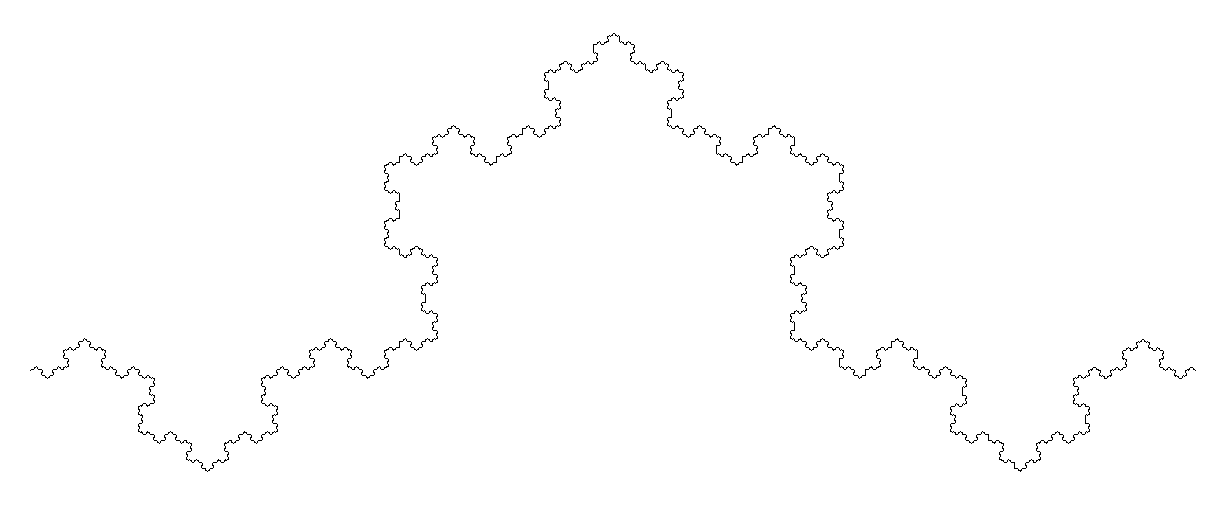
Con un ángulo de 60°
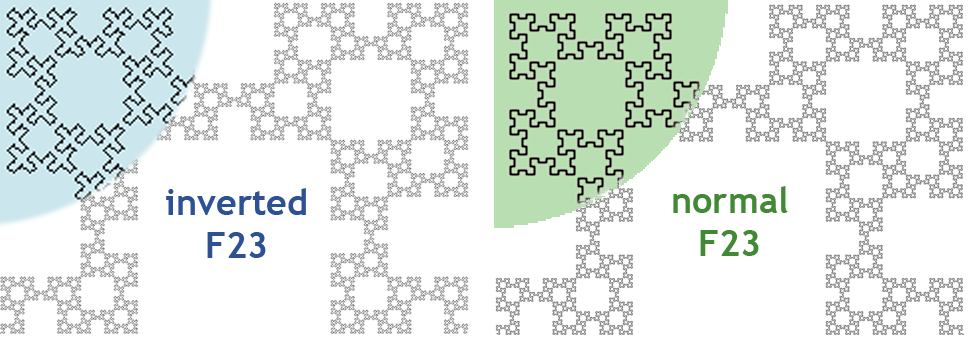
Inversión de "0" y "1".
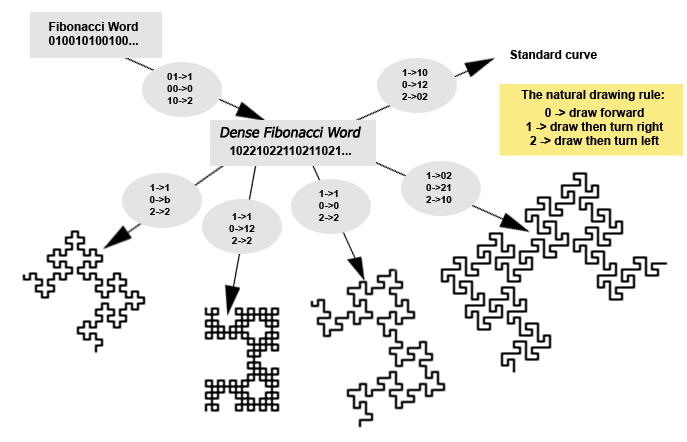
Variantes generadas a partir de la palabra de Fibonacci densa
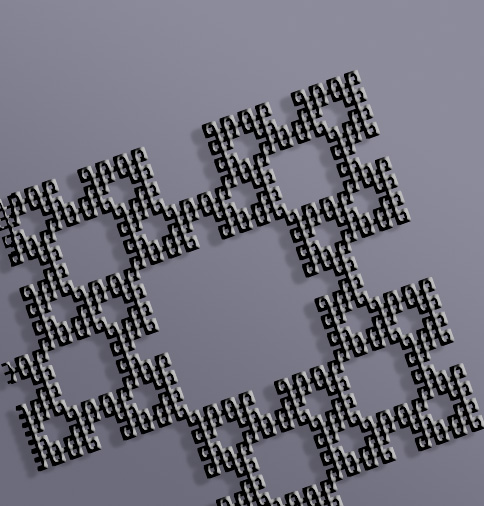
La "variante compacta"
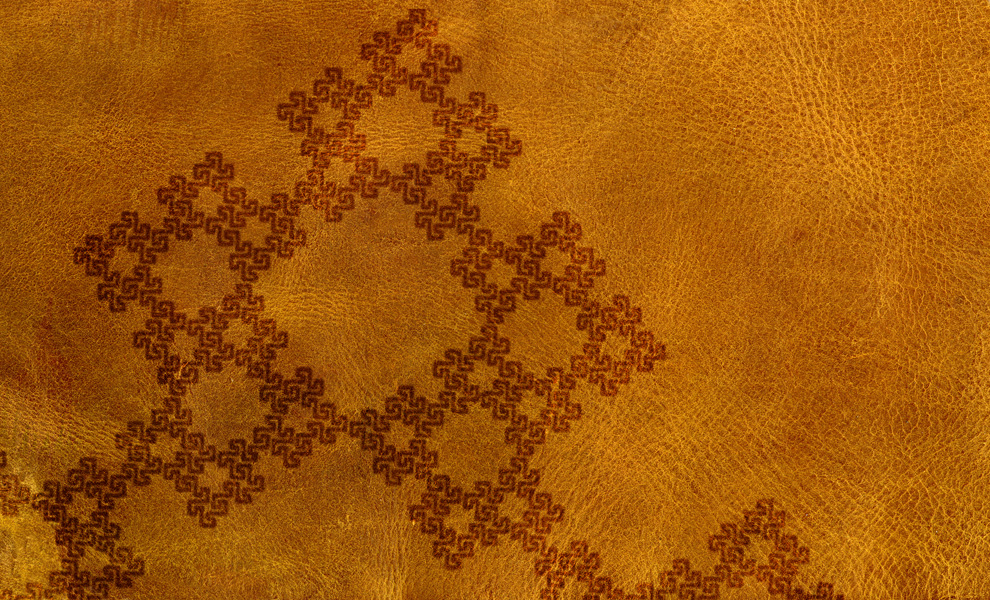
La "variante esvástica"
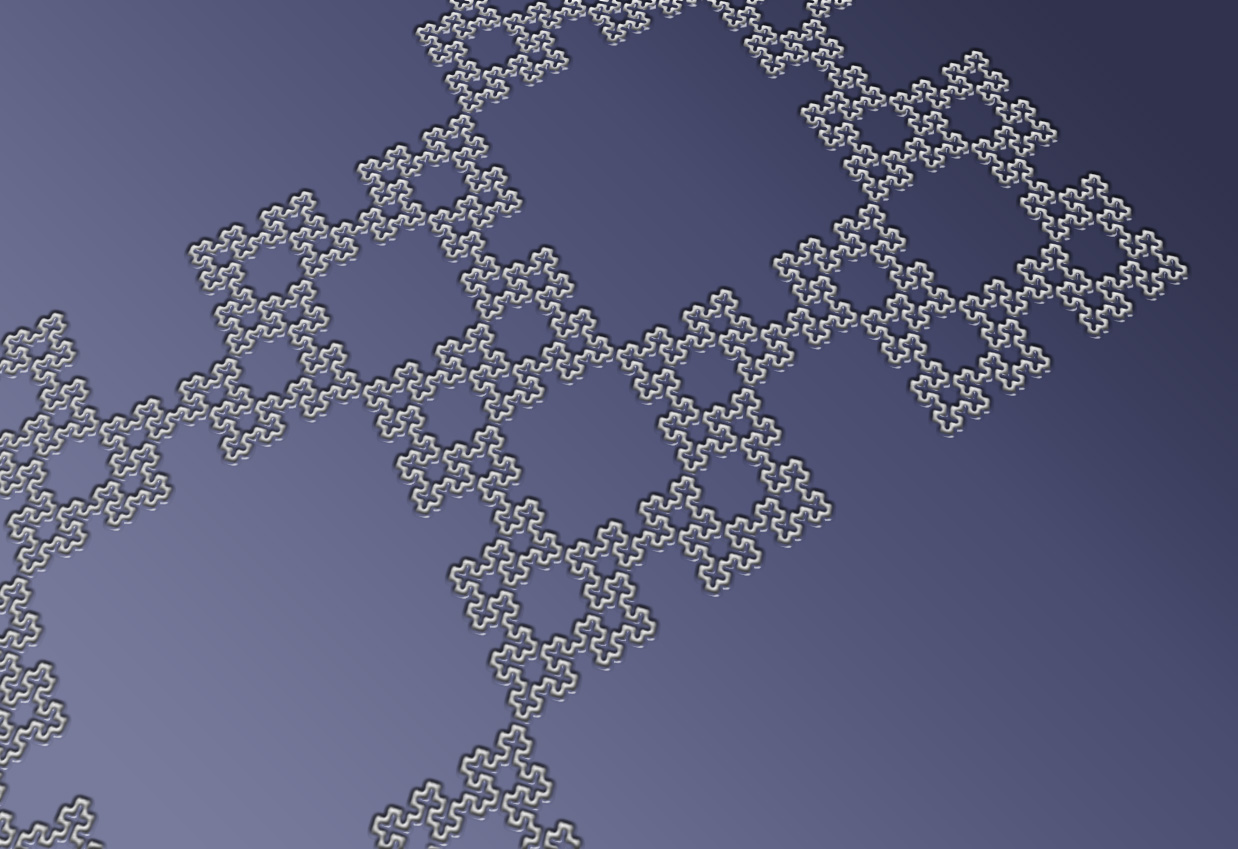
La "variante diagonal"
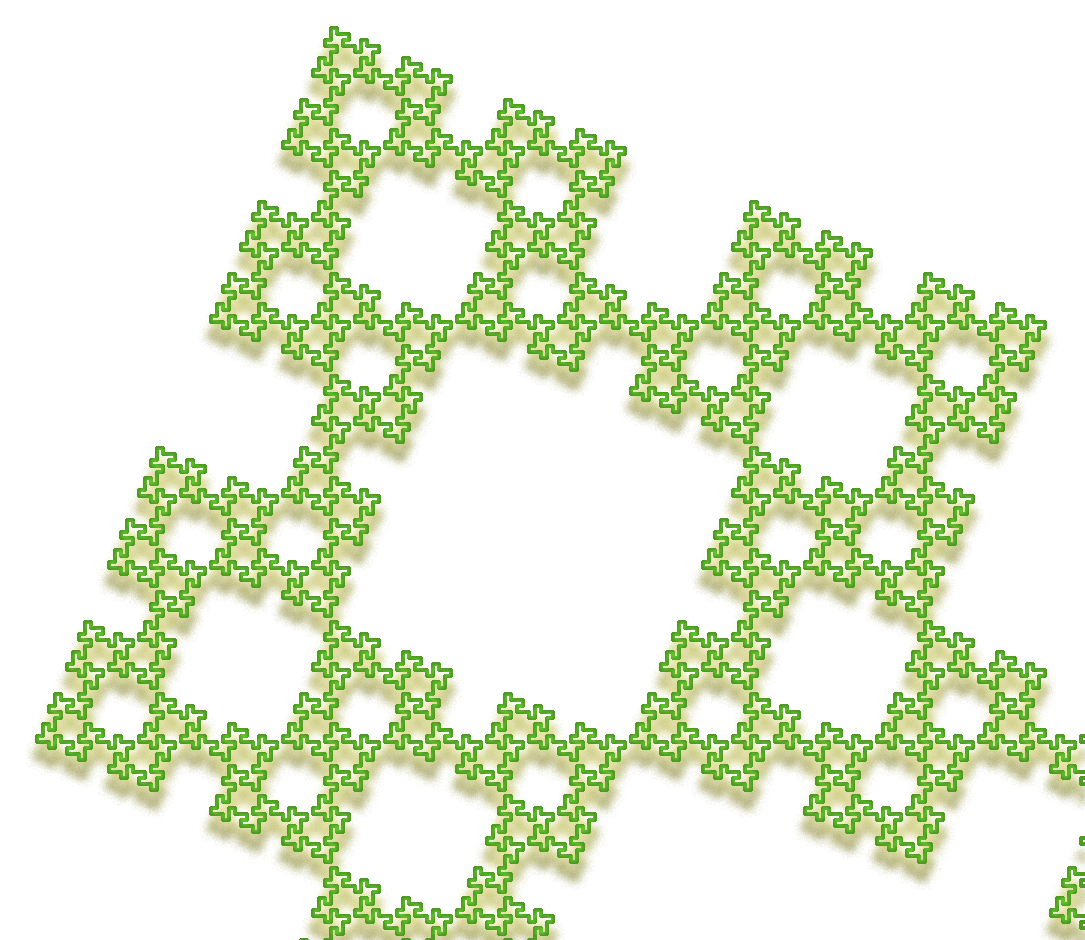
La "variante pi/8"
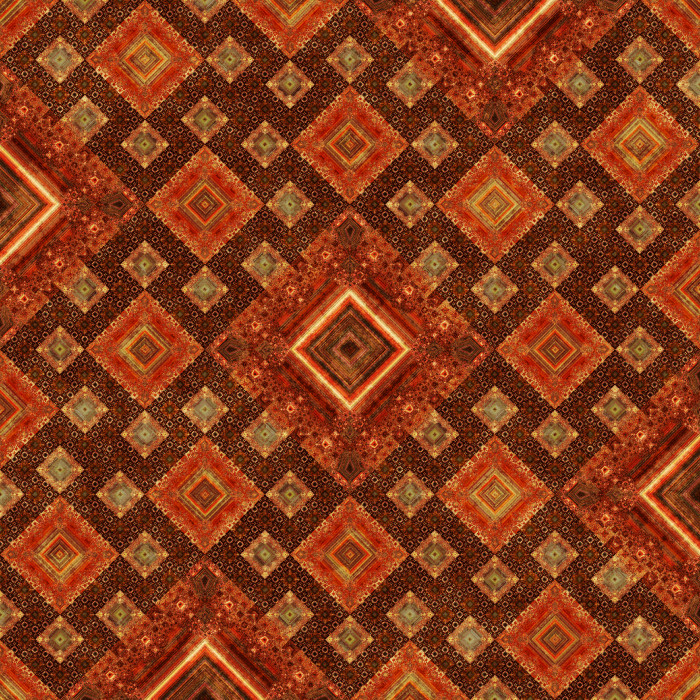
Creación artística (Samuel Monnier)

## Tesela de Fibonacci

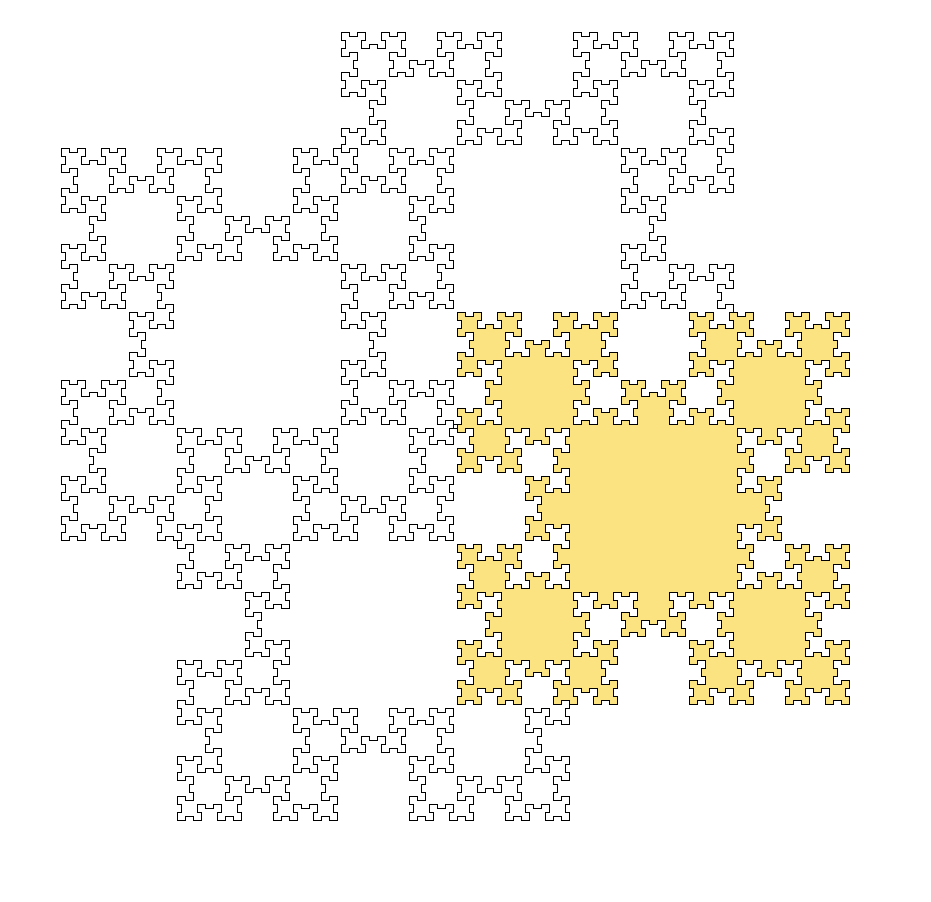
Recubrimientos imperfectos con la tesela de Fibonacci. El área del cuadrado central tiende a cero cuando el número de iteraciones de la tesela tiende a infinito

La yuxtaposición de cuatro curvas {\displaystyle F_{3k}} permite la construcción de una curva cerrada que encierra una superficie cuya área no es nula. Esta curva se llama "tesela de Fibonacci".
- La tesela de Fibonacci casi recubre el plano. La yuxtaposición de 4 piezas (véase la ilustración) deja en el centro un cuadrado libre cuya área tiende a cero cuando k tiende a infinito. En el límite, la tesela de Fibonacci con infinitas iteraciones permite recubrir el plano por completo.
- Si la tesela está encerrada en un cuadrado de lado 1, entonces su área tiende a {\displaystyle \scriptstyle {2-{\sqrt {2}}=0.5857}}.

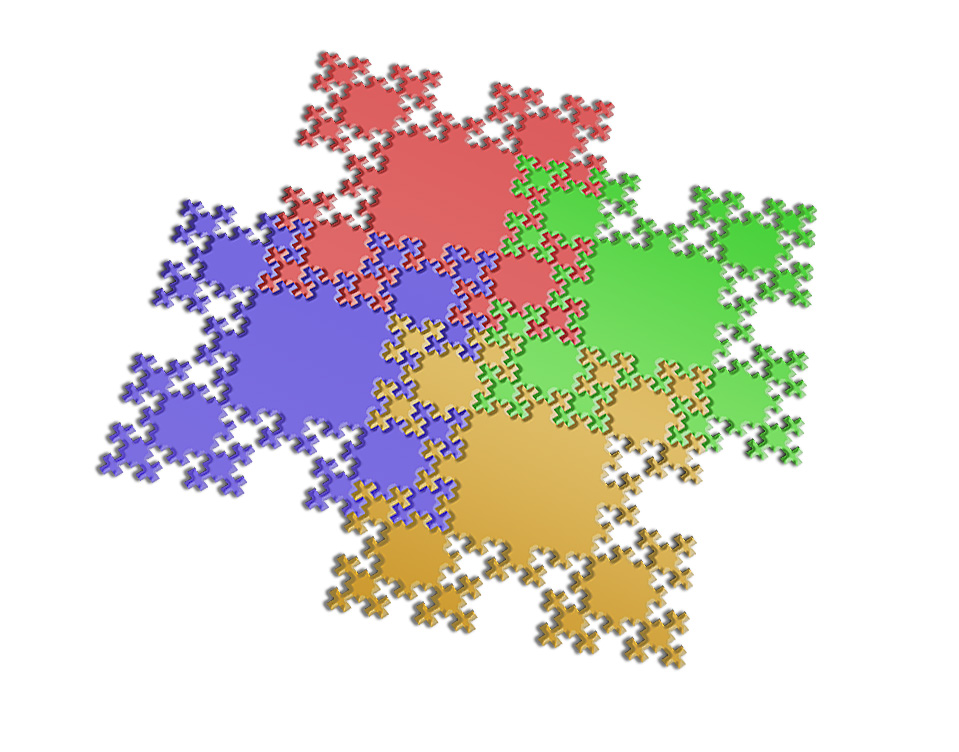
Teselado perfecto mediante el copo de nieve de Fibonacci

### Copo de nieve de Fibonacci

Copos de nieve de Fibonacci con i=2 para n=1 hasta 4:,,,

El copo de nieve de Fibonacci es una tesela de Fibonacci definida por:
- {\displaystyle \scriptstyle {q_{n}=q_{n-1}q_{n-2}}} si {\displaystyle \scriptstyle {n\equiv 2{\pmod {3}}}}
- {\displaystyle \scriptstyle {q_{n}=q_{n-1}{\overline {q}}_{n-2}}} en caso contrario.

con {\displaystyle q_{0}=\epsilon } y {\displaystyle q_{1}=R}, {\displaystyle L=} "girar a la izquierda" y {\displaystyle R=} "girar a la derecha" y {\displaystyle \scriptstyle {{\overline {R}}=L}},
Posee varias propiedades notables:·:
- Es la tesela de Fibonacci asociada a la "variante diagonal" previamente definida.
- Permite recubrir el plano utilizando iteraciones de un mismo orden cualquiera.
- Recubre el plano en mosaico por traslación de dos maneras diferentes.
- Su perímetro, en el orden n, es igual a {\displaystyle 4F(3n+1)}. {\displaystyle F(n)} es el nésimo número de Fibonacci.
- Su área, en el orden n, sigue los índices sucesivos de la fila impar de la secuencia de Pell (definida por {\displaystyle P(n)=2P(n-1)+P(n-2)}).